# Государственное Собрание — Курултай Республики Башкортостан
Государственное собрание — Курултай Республики Башкортостан (баш. Башҡортостан Республикаһының Дәүләт Йыйылышы — Ҡоролтай) — высший и единственный законодательный (представительный) орган государственной власти Республики Башкортостан. Самый многочисленный (110 депутатов) парламент субъекта Российской Федерации.
Правовые основы деятельности и статус Государственного собрания — Курултая Республики Башкортостан определены главой 4 Конституции Республики Башкортостан и законом Республики Башкортостан «О Государственном собрании — Курултае Республики Башкортостан».

## История
В 1917 году проходили I, II и III Всебашкирские курултаи (съезды). 10 декабря 1917 года на III Всебашкирском учредительном съезде был сформирован предпарламент — Малый Курултай (Кесе Курултай).
С 1920 по 1937 год состоялись с 1 по 10 Всебашкирские съезды Советов, на которых избирался состав Башкирского центрального исполнительного комитета.
С 1938 по 1995 год проходили сессии депутатов Верховного Совета БАССР (с 1993 года — Верховный Совет Республики Башкортостан) с 1-го по 12-й созыв.
2 марта 1994 года был принят Закон «О Государственном собрании — Курултае Республики Башкортостан», согласно которому парламент состоял из двух палат — Палаты представителей и Законодательной палаты.
30 декабря 2002 года был принят новый Закон «О Государственном собрании — Курултае Республики Башкортостан».

### Выборы и состав

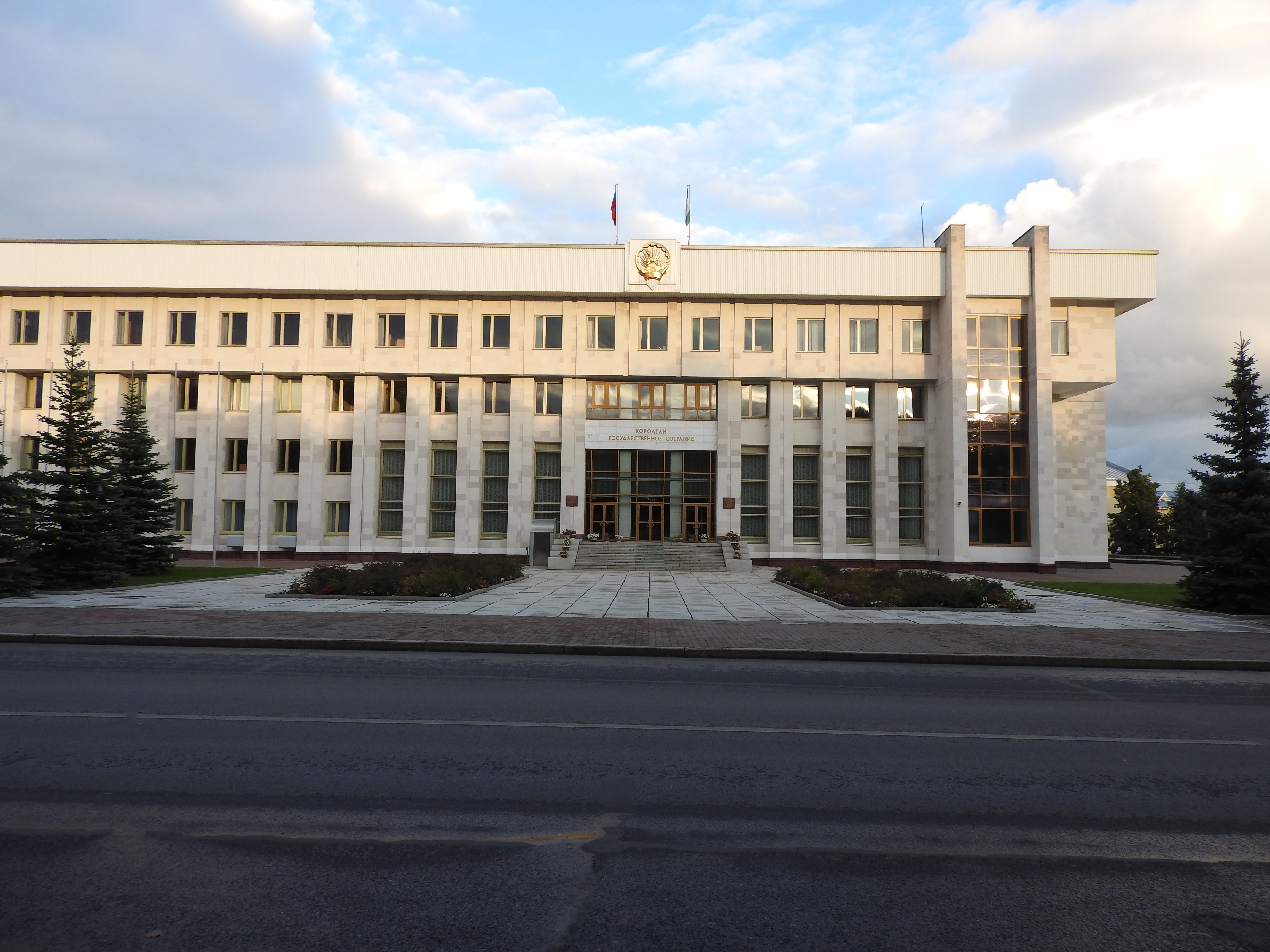
Здание Курултая Республики Башкортостан

Курултай I и II созывов был двухпалатным. Срок полномочий башкирского парламента I и II созывов составлял четыре года.
I созыв
Выборы депутатов I созыва состоялись 5 марта 1995 года. В Законодательную палату были избраны 40 депутатов, работавшие на постоянной основе. В Палату представителей были избраны 156 депутатов — по два от каждой из 78 административно-территориальных единиц Башкортостана.
49,7 % депутатов палаты Представителей составляли главы районов и городов Башкортостана, а 13,7 % — представители республиканского правительства.
II созыв
Выборы депутатов II созыва состоялись 14 марта 1999 года. Избирательным законодательством Республики Башкортостана численность депутатов, работавших на постоянной основе (Законодательная палата), была сокращена до 30 человек, количество депутатов, входивших в Палату представителей, — до 144 человек.
III созыв
Выборы депутатов III созыва состоялись 16 марта 2003 года и проводились по мажоритарной системе. Курултай стал однопалатным и состоял из 120 депутатов. Срок полномочий был увеличен до пяти лет.
IV созыв
Выборы депутатов IV созыва состоялись 2 марта 2008 года. В Курултай Республики Башкортостан IV созыва вошли 120 депутатов. Выборы проводились по смешанной системе: половина депутатов (60) избиралась по пропорциональной системе, а другая (60) — по одномандатным избирательным округам на основе мажоритарной системы.
По пропорциональной системе голоса избирателей распределились между четырьмя партиями:
- «Единая Россия» — 85,79 %;
- КПРФ — 6,95 %;
- «Справедливая Россия» — 3,91 %;
- ЛДПР — 2,18 %.

Лишь «Единая Россия» преодолела семипроцентный барьер, установленный башкирским Кодексом о выборах. Однако по республиканскому законодательству формирования однопартийного парламента не допустимо, поэтому занявшая второе место КПРФ также была допущена к распределению депутатских мандатов.
17 депутатов депутатов IV созыва работали на постоянной основе и 103 депутата — на непостоянной основе. Большинство депутатов Курултая IV созыва представляли руководители государственных предприятий.
V созыв
Выборы депутатов V созыва состоялись 8 сентября 2013 года. В республиканский парламент V созыва вошло 110 депутатов. Выборы проводились по смешанной системе: половина депутатов (55) избиралась по пропорциональной системе, а другая (55) — по одномандатным избирательным округам на основе мажоритарной системы. По пропорциональной системе в Курултай прошли две партии — «Единая Россия» (набравшая 76,06 % голосов, 49 мест в парламенте) и КПРФ (соотв. 11,7 % и 6). А с учётом результатов выборов по одномандатным округам, по партиям места в парламенте V созыва распределились таким образом: «Единая Россия» — 88 мест, КПРФ — 10 мест, ЛДПР — 3 места, «Патриоты России» — 1 место, «Альянс зелёных» — 1 место, «Российская партия социальной солидарности» — 1 место, а самовыдвиженцы получили 6 мест.

### Этнический состав
| Национальность | Верховный Совет, % | Верховный Совет, % | Верховный Совет, % | Государственное собрание — Курултай 1995 | Государственное собрание — Курултай 1995 |
| -------------- | ------------------ | ------------------ | ------------------ | ---------------------------------------- | ---------------------------------------- |
| Национальность | 1980               | 1985               | 1990               | Палата представителей %                  | Законодательная палата %                 |
| башкиры        | 38,6               | 40,3               | 33,5               | 41,1                                     | 55,8                                     |
| русские        | 32,2               | 32,8               | 35,7               | 23,3                                     | 20,5                                     |
| татары         | 20,7               | 20,7               | 22,5               | 29,5                                     | 14,7                                     |
| другие         | 7,5                | 5,7                | 8,2                | 6,1                                      | 8,8                                      |

В 1999 году представительство титульной национальности (башкир) в Палате представителей Государственного собрания составляло 43,7 %, в Законодательной палате — 55 %.

## Руководство
Государственное собрание — Курултай Республики Башкортостан возглавляет председатель, который имеет трех заместителей.
1995—1999 — Зайцев Михаил Алексеевич.
С 1999 г. Председателем Государственного собрания — Курултая Республики Башкортостан II, III, IV, V, VI, VII созывов является Константин Борисович Толкачёв.

## Вопросы ведения
К основным вопросам ведения Курултая Республики Башкортостан относятся:
- принятие Конституции Республики Башкортостан, внесение в неё изменений и дополнений;
- осуществление законодательного регулирования по предметам ведения Республики Башкортостан и предметам совместного ведения Российской Федерации и Республики Башкортостан в пределах полномочий Республики Башкортостан;
- толкование законов Республики Башкортостан, контроль за их исполнением;
- утверждение программ социально-экономического развития Республики Башкортостан;
- утверждение бюджета Республики Башкортостан и отчета о его исполнении;
- установление в соответствии с федеральным законом налогов и сборов Республики Башкортостан;
- установление административно-территориального устройства Республики Башкортостан и порядка его изменения;
- установление порядка назначения и проведения референдума Республики Башкортостан, назначение даты проведения референдума Республики Башкортостан;
- принятие решения о наделении кандидатуры, представленной Президентом Российской Федерации, полномочиями Главы Республики Башкортостан;
- решение вопроса о недоверии (доверии) Президенту Республики Башкортостан;
- согласование назначения на должность Премьер-министра Правительства Республики Башкортостан;
- назначение на должность Председателя, заместителя Председателя и судей Конституционного Суда Республики Башкортостан;
- согласование назначения Прокурора Республики Башкортостан;
- осуществление права законодательной инициативы в Государственной думе Федерального собрания Российской Федерации;
- проведение парламентских расследований и парламентских слушаний;
- назначение на должность и освобождение от должности Уполномоченного по правам человека в Республике Башкортостан, Уполномоченного по правам ребенка в Республике Башкортостан;
- назначение на должность и освобождение от должности Председателя Контрольно-счетной палаты Республики Башкортостан;
- избрание мировых судей;
- учреждение государственных наград Республики Башкортостан, почётных званий Республики Башкортостан и другие вопросы.

## Комитеты и комиссии
В Курултае Республики Башкортостан V созыва работают 8 постоянных комитетов:
- комитет по жилищной политике и инфраструктурному развитию;
- комитет по здравоохранению, социальной политике и делам ветеранов;
- комитет по образованию, культуре, спорту и молодёжной политике;
- комитет по аграрным вопросам, экологии и природопользованию;
- комитет по промышленности, инновационному развитию и предпринимательству;
- комитет по бюджетной, налоговой, инвестиционной политике и территориальному развитию;
- комитет по местному самоуправлению, развитию институтов гражданского общества и средствам массовой информации;
- комитет по государственному строительству, правопорядку и судебным вопросам.

Кроме того, образованы 6 комиссий:
- комиссия по контролю за достоверностью сведений о доходах, расходах, об имуществе и обязательствах имущественного характера, представляемых депутатами Государственного Собрания — Курултая Республики Башкортостан
- комиссия по соблюдению регламента;
- комиссия по депутатской этике;
- счётная комиссия;
- мандатная комиссия;
- комиссия по противодействию коррупции